# Vendredi Blanc (1916)
Le Vendredi Blanc s'est produit pendant le front italien de la Première Guerre mondiale, lorsqu'une avalanche a frappé des casernes austro-hongroises sur le mont Marmolada, tuant 270 soldats. Le même jour, d'autres avalanches ont frappé des positions italiennes et austro-hongroises, tuant des centaines de personnes. Selon certains rapports, les deux camps ont délibérément tiré des obus dans les couches de neige affaiblies afin de tenter d'enterrer l'autre camp.
On ne dispose pas d'une estimation précise du nombre de victimes de ces avalanches mais des documents historiques suggèrent au moins 2 000 victimes parmi les soldats et quelques dizaines parmi les civils.
La date du 13 décembre marquait la Sainte-Lucie, une fête religieuse commémorative pratiquée par la majorité des catholiques italiens. Bien que les avalanches qui se sont produites dans les montagnes des Dolomites aient eu lieu un mercredi en 1916, le terme « Vendredi Blanc » a été utilisé pour désigner ce jour désastreux.

## Avalanches au sommet du Gran Poz
La caserne militaire austro-hongroise Kaiserschützen a été construite sur le sommet du Gran Poz (environ 3 350 m au-dessus du niveau de la mer) du mont Marmolada. La caserne en bois a été construite au mois d'août de l'été 1916, pour abriter les hommes du 1er Bataillon du Kaiserschützen Regiment n°III (1.Btl. KschRgt. III). L'emplacement de la caserne était prévu pour être bien situé afin de la protéger des attaques italiennes et d'assurer une défense au sommet du disputé Mont Marmolada. La caserne était placée le long de falaises rocheuses pour la protéger des tirs directs de l'ennemi et l'emplacement était hors de portée des mortiers à grand angle.
Au cours de l'hiver 1916, de fortes chutes de neige et un dégel soudain dans les Alpes ont créé des conditions propices aux avalanches. Dès le début du mois de décembre, on enregistrait une accumulation de neige de 8 à 12 mètres au sommet. Le commandant austro-hongrois du 1.Btl. KschRgt.III, le capitaine Rudolf Schmid, remarque le danger imminent auquel sa compagnie est confrontée. Craignant que sa position ne soit bientôt intenable, le capitaine Schmid a écrit une requête à son supérieur, le lieutenant maréchal Ludwig Goiginger de la 60e division d'infanterie. L'appel a finalement été rejeté pour libérer la base au sommet du Gran Poz. Dans les huit jours précédant l'avalanche, de nouvelles chutes de neige abondantes ont perturbé les lignes de communication téléphoniques et laissé chaque avant-poste bloqué par un manque de ravitaillement.

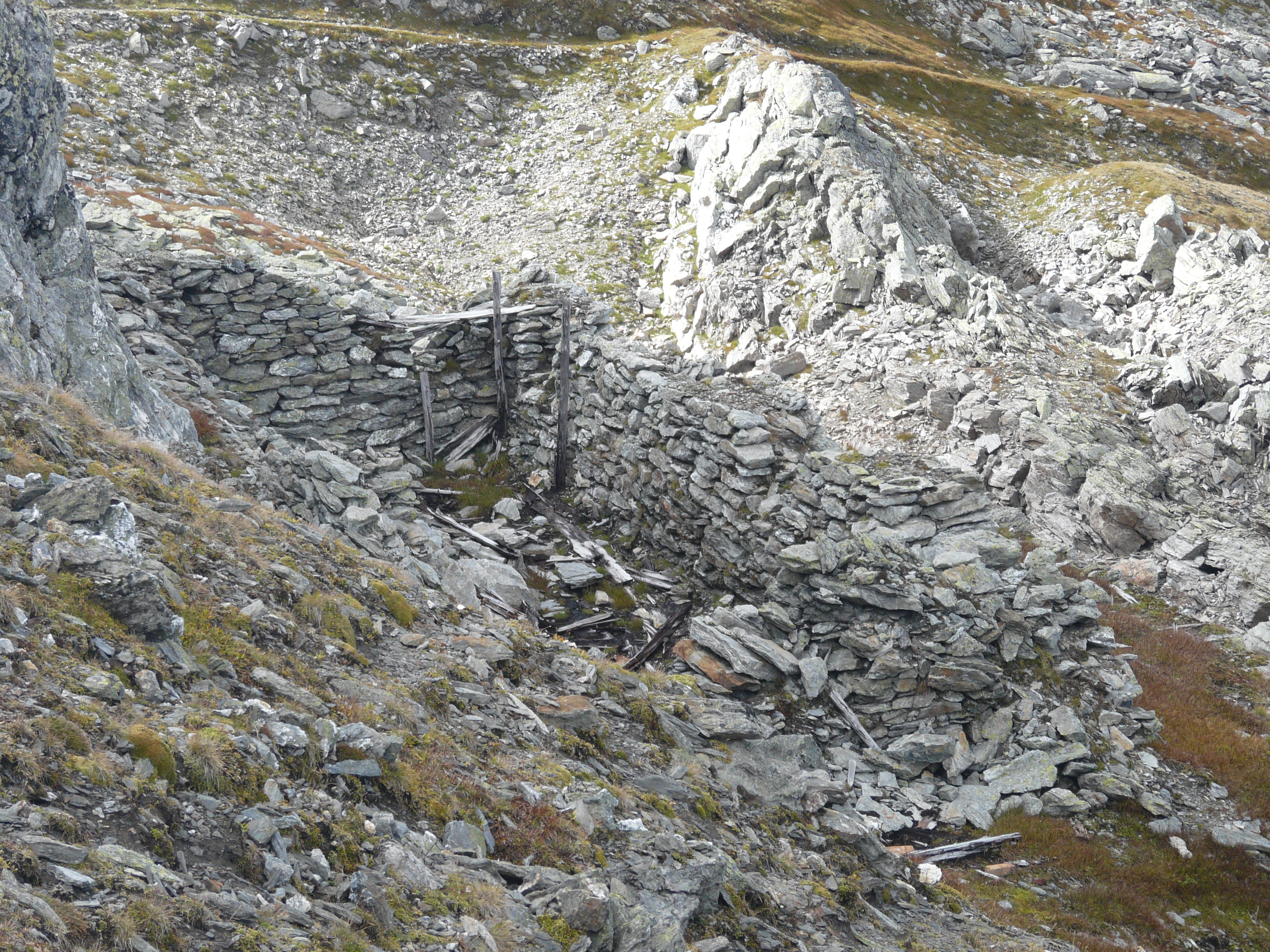
Restes d'une cache d'armes austro-hongroise détruite, Marmolada

Le mercredi 13 décembre 1916, à 5h30 du matin, plus de 200 000 tonnes (environ 1 million de mètres cubes) de neige et de glace dévalent le flanc de la montagne directement sur la caserne. Les bâtiments en bois, remplis de soldats, se sont effondrés sous le poids de l'avalanche, écrasant les occupants. Sur les 321 soldats présents, 229 étaient des fantassins de montagne du Kaiserschützen et 102 étaient des Bosniaques d'une colonne de soutien. Seuls quelques-uns ont pu être mis en sécurité, tandis que 270 ont été enterrés vivants. Seuls 40 corps ont été récupérés dans le carambolage. Parmi ceux qui ont survécu, le capitaine Schmid et son aide-de-camp, qui s'en sont sortis légèrement blessés.

## Avalanches du Val Ciampi d'Arei
Dans la nuit du 13 décembre, une avalanche frappe une division italienne du 7e Alpini, envahissant leurs baraquements de montagne. Les Italiens ont appelé cette journée désastreuse La Santa Lucia Nera d'après le jour de la Sainte-Lucie.

## Conséquences
Au lendemain du Vendredi Blanc, 10 000 soldats de tous bords ont été tués en décembre par des avalanches. Au total, il s'agit du plus grand nombre de décès causés par des débris de neige/de glace provenant d'avalanches de l'histoire. Si l'on tient compte de tous les décès liés aux avalanches (y compris les coulées de boue et de rochers déclenchées ultérieurement par une avalanche), le Vendredi Blanc est la deuxième pire catastrophe jamais enregistrée, après l'avalanche de Huascarán en 1970.

## Médias

### Littérature
- Die Marmolata, vol. I, Wein, Kaiserschützbund, 1956

### Musique
- Le groupe de metal suédois Sabaton a couvert les événements dans leur single Soldier of Heaven de 2022.